# Saison 6 de The Walking Dead
Chronologie
Saison 5 Saison 7
La sixième saison de The Walking Dead, série télévisée américaine inspirée de la bande dessinée du même nom de Robert Kirkman et Charlie Adlard est constituée de seize épisodes, diffusés du 11 octobre 2015 au 3 avril 2016 sur AMC. 
Cette saison suit les aventures de Rick Grimes et de son groupe, depuis leur tentative ratée de détourner le chemin d'une énorme horde de rôdeurs se dirigeant sur Alexandria jusqu'à la première apparition de Negan qui tue deux des membres du groupe.

## Généralités
La trame de l'histoire et l'évolution des personnages de la série télévisée sont indépendantes des comics dont elle s'inspire.
Après un phénomène d'origine virale qui a subitement transformé la majeure partie de la population mondiale en « rôdeurs » ou morts-vivants, un groupe d'américains guidé par Rick Grimes, ancien shérif d'un comté de Géorgie, tente de survivre.

## Synopsis
À Alexandria, la population est coupée en deux : les partisans de Rick, qui a su se montrer impitoyable face au danger et les partisans de Morgan, plus modérés, menés par Deanna. Daryl n'est pas certain de savoir à qui se fier.
Tandis qu'une guerre civile menace, les rôdeurs s'amassent aux portes de la ville. Les « Wolves » sont eux aussi sur la piste d'Alexandria. Les rôdeurs franchissent une nouvelle étape en termes de décomposition.
Pour les anciens habitants d'Alexandria, c'est la fin d'une utopie. Il n'y aura pas de retour à une vie normale.
Ils rencontrent ensuite des survivants, une nouvelle communauté retranchée dans une colline qui sont confrontés à un autre groupe armé qui se nomme « les sauveurs ». Rick, déterminé, décide de les éliminer et se fait capturer avec son groupe. Les "sauveurs" sont dirigés d'une main de fer par leur leader, Negan. Celui-ci leur inflige une punition qui se traduit par la mise à mort d'un des membres du groupe de Rick.

## Distribution

### Acteurs principaux
- Andrew Lincoln (VF : Tanguy Goasdoué) : Rick Grimes
- Norman Reedus (VF : Emmanuel Karsen) : Daryl Dixon
- Steven Yeun (VF : Benoît DuPac) : Glenn Rhee
- Lauren Cohan (VF : Marie Giraudon) : Maggie Greene Rhee
- Chandler Riggs (VF : Hervé Grull) : Carl Grimes
- Danai Gurira (VF : Laura Zichy) : Michonne
- Melissa McBride (VF : Françoise Rigal) : Carol Peletier
- Michael Cudlitz (VF : Lionel Tua) : le sergent Abraham Ford
- Lennie James (VF : Thierry Desroses) : Morgan Jones
- Sonequa Martin-Green (VF : Géraldine Asselin) : Sasha Williams

### Acteurs co-principaux
- Josh McDermitt (VF : Ludovic Baugin) : Dr Eugene Porter
- Christian Serratos (VF : Adeline Chetail) : Rosita Espinosa
- Alanna Masterson (VF : Pamela Ravassard) : Tara Chambler (épisodes 1 à 12)
- Seth Gilliam (VF : Serge Faliu) : le père Gabriel Stokes
- Ross Marquand (VF : Thibaut Lacour) : Aaron
- Alexandra Breckenridge (VF : Laura Préjean) : Jessie Anderson (épisodes 1 à 9)
- Austin Nichols (VF : Benjamin Pascal) : Spencer Monroe
- Tovah Feldshuh (VF : Cathy Cerda) : Deanna Monroe (épisodes 1 à 10)

### Acteurs récurrents
- Jason Douglas (VF : Bernard Gabay) : Tobin (9 épisodes)
- Merritt Wever (VF : Catherine Desplaces) : Dr Denise Cloyd (9 épisodes)
- Kenric Green (VF : Éric Peter) : Scott (8 épisodes)
- divers acteurs : la horde de rôdeurs (8 épisodes)
- Katelyn Nacon (VF : Marie Facundo) : Enid (7 épisodes)
- Corey Hawkins (VF : Diouc Koma) : Heath (6 épisodes)
- Austin Abrams (VF : Matthieu Lee) : Ron Anderson (6 épisodes)
- Major Dodson (VF : Marie Facundo) : Sam Anderson (6 épisodes)
- Ann Mahoney (VF : Valérie Siclay) : Olivia (6 épisodes)
- Benedict Samuel (en) (VF : Cédric Dumond) : Owen (5 épisodes)
- Dahlia Legault : Francine (5 épisodes)
- Austin Amelio (VF : Alexis Victor) : Dwight (4 épisodes)
- Jordan Woods-Robinson (VF : Stanislas Forlani) : Eric (4 épisodes)
- Ted Huckabee (VF : Thierry Wermuth) : Bruce (4 épisodes)
- David Marshall Silverman : Kent (4 épisodes)
- Mandi Christine Kerr : Barbara (4 épisodes)
- Michael Traynor (VF : Glen Hervé) : Nicholas (4 épisodes)
- Tom Payne (VF : Emmanuel Lemire) : Paul « Jesus » Rovia (4 épisodes)
- Jay Huguley (en) (VF : Guillaume Orsat) : David (4 épisodes)
- Jesse Boyd : le Wolf blond (4 épisodes)

### Invités
- Beth Keener (VF : Anne-Charlotte Piau) : Annie (épisodes 1 et 3)
- Jonathan Kleitman : Sturgess (épisodes 1 et 3)
- Justin Miles : Barnes (épisodes 1 et 3)
- Ethan Embry (VF : Xavier Fagnon) : Carter (épisode 1)
- Claire Bronson : la mère d'Enid (épisode 2)
- Jason Alexander Davis : le père d'Enid (épisode 2)
- Tiffany Morgan : Erin (épisode 2)
- Alec Rayme (en) : le Wolf au blouson rouge (épisode 2)
- Elena Sanchez : la Wolf avec le sac d'Aaron (épisode 2)
- Labrandon Shead : l'alpha des wolf (épisode 2)
- Susie Spear : Shelly Neudermeyer (épisode 2)
- Lance Tafelski : le Wolf à la barbe noire (épisode 2)
- John Carroll Lynch (VF : Georges Caudron) : Eastman (épisode 4)
- Jasmine Kaur : Betsy (épisodes 1, 3 et 5)
- Vanessa Cloke : Anna (épisodes 5, 9 et 12)
- Christine Evangelista (VF : Victoria Grosbois) : Sherry (épisode 6)
- Liz E. Morgan (VF : Anne-Charlotte Piau) : Tina (épisode 6)
- Darin Cooper : Wade (épisode 6)
- Matt Lowe : Cam (épisode 6)
- Christopher Berry (VF : Yann Guillemot) : « un sauveur » (épisodes 8 [postgénérique] et 9)
- Brody Rose : le jeune garçon (épisode 9)
- Xander Berkeley (VF : Stefan Godin) : Gregory[2],[3] (épisode 11)
- Karen Ceesay : Bertie (épisode 11)
- James Chen : Kal (épisode 11)
- Brett Gentile : Freddie (épisode 11)
- R. Keith Harris (VF : Jérémy Bardeau) : Dr Harlan Carson (épisode 11 et 16)
- Justin Kucsulain : Ethan (épisode 11)
- Kimberly Leemans : Crystal (épisode 11)
- Jeremy Palko (VF : Yann Peira) : Andy (épisodes 11 et 12)
- Ilan Srulovicz : Wesley (épisode 11)
- Peter Zimmerman : Eduardo (épisode 11)
- Myke Holmes : Craig (épisode 12)
- Carlos Aviles : le 1er garde du bâtiment des Sauveurs (épisode 12)
- Ian Casselberry : le 2e garde du bâtiment des sauveurs (épisode 12)
- Steven Sean Garland : le sauveur âgé (épisode 12)
- Jimmy Gonzales : Primo (épisodes 12 et 13)
- G-Rod : le sauveur costaud (épisode 12)
- Alicia Witt (VF : Ariane Aggiage) : Paula (épisode 12 et 13)
- Jeananne Goossen (VF : Kelly Marot) : Michelle (épisode 13)
- Jill Jane Clements (VF : Martine Meiraeghe) : Molly (épisode 13)
- Rus Blackwell (VF : Arnaud Arbessier) : Donnie (épisode 13)
- Robert Walker-Branchaud : Neil (épisode 14)
- Rich Ceraulo : Jiro (épisode 15)
- Stuart Greer (en) (VF : Jérôme Keen) : Roman (épisodes 15 et 16)
- Daniel Newman (VF : Pascal Germain) : l'homme qui cherche son cheval (épisodes 15 et 16)
- Steven Ogg (VF : Joël Zaffarano) : Simon (épisodes 15 et 16)
- Kevin Patrick Murphy : le survivant de la bibliothèque (épisode 16)
- Jeffrey Dean Morgan (VF : Jérémie Covillault) : Negan Smith (épisode 16)

## Production

### Développement
Le 7 octobre 2014, soit cinq jours avant le début de la diffusion de la cinquième saison, la série a été renouvelée pour une sixième saison de seize épisodes.

### Attribution des rôles
Entre juin et juillet 2015, Jordan Woods-Robinson, Michael Traynor, Katelyn Nacon et Corey Hawkins sont annoncés pour reprendre leur rôle respectifs. Toujours en juillet 2015, Merritt Wever et Ethan Embry ont obtenu un rôle récurrent lors de cette saison.
En août et septembre 2015, Benedict Samuel (en) est confirmé pour reprendre son rôle de leader des Wolves puis Kenric Green, Xander Berkeley et Tom Payne ont obtenu un rôle récurrent durant la saison. Toujours en septembre de la même année, Jason Douglas, Major Dodson, Austin Abrams, Elijah Marcano, Ann Mahoney, Ted Huckabee et Dahlia Legault sont confirmés pour reprendre leur rôle respectifs lors de cette saison.
En novembre 2015, Jeffrey Dean Morgan obtient le rôle de Negan, le fameux méchant des comics et apparaîtra à la fin de la sixième saison.

### Tournage
Le tournage de la saison a débuté le 4 mai 2015.

## Liste des épisodes
1. Comme si c'était la première fois
2. JSS
3. Merci
4. Ici n'est pas ici
5. Maintenant
6. Toujours responsable
7. Attention
8. D'un bout à l'autre
9. Sans issue
10. L'Autre Monde
11. Les nœuds se défont
12. Pas encore demain
13. Le Même Bateau
14. Deux fois plus long
15. Est
16. Dernier jour sur Terre

### Épisode 1:Comme si c'était la première fois
- États-Unis : 11 octobre 2015 sur AMC[1],[15]
- France : 
  - 12 octobre 2015 sur OCS Choc[16] (en VOSTFr)
  - 15 mai 2016 sur OCS Choc[16],[17],[18] (en VF)
- Belgique : 4 juin 2016 sur BeTV[19]

- États-Unis : 14,63 millions de téléspectateurs[20] (première diffusion)

- Ethan Embry (Carter)
- Jay Huguley (David)
- Beth Keener (Annie)
- Jonathan Kleitman (Sturgess)
- Justin Miles (Barnes)
- Michael Traynor (Nicholas)
- Stacy Payne (Stacy)
- Mikey Leo (Michael)
- Helen Jackson (Natalie Miller)
- Curtis Jackson (Bob Miller)

Une horde de milliers de rôdeurs est enfermée dans une carrière, retenue par de simples camions dans une fosse d'extraction et menace dangereusement la faible ville d'Alexandria.
Rick et Morgan la découvrent en enterrant Pete dans une zone de la forêt où les habitants d'Alexandria ne se rendent jamais. Rick convainc toute la ville qu'il faut les attirer hors du fossé. Tous les habitants s’attellent à la tâche et construisent des murs pour guider les rôdeurs sur le chemin. Daryl, à moto, accompagné ensuite par Abraham et Sasha attire les rôdeurs grâce au bruit des moteurs, et l'immense horde les suit tant bien que mal. Heath, un jeune homme charismatique et débrouillard de retour d'expédition, aide Glenn et Nicholas dans leur tâche de nettoyage d'une zone pleine de rôdeurs.
Mais Carter qui tente de se montrer amical face aux nouveaux habitants n'est pas si tendre qu'il le laisse paraître. En flash-back, Eugène le surprend en train de dévoiler à ses camarades qu'il voudrait tuer Rick pour reprendre le contrôle de la ville. Eugène, surpris par ce qu'il entend, se fait remarquer et Carter s'apprête à le tuer pour garder le secret. Rick est alerté par le bruit et les surprend, il n'a pas de mal à prendre le pistolet de Carter et le pointer sur lui à son tour. Il lui prédit une mort certaine s'il continue à se comporter comme tel et à ne pas vouloir œuvrer ensemble. 
En effet, il se fait mordre par un rôdeur et Rick se voit forcé de lui planter un couteau dans le cou pour étouffer ses cris qui attirent la meute hors de la route. Morgan et Michonne sont amers de ce décès.
- Cet épisode a une durée de 90 minutes avec les coupures publicitaires aux États-Unis[21], soit environ 64 minutes sans ces dernières.
- Les flash-back sont en noir et blanc.

### Épisode 2:JSS
Pour les articles homonymes, voir JSS.
- États-Unis : 18 octobre 2015 sur AMC
- France : 
  - 19 octobre 2015 sur OCS Choc (en VOSTFr)
  - 15 mai 2016 sur OCS Choc[16],[17],[18] (en VF)
- Belgique : 4 juin 2016 sur Be TV[19]

- États-Unis : 12,18 millions de téléspectateurs[22] (première diffusion)

- Jesse Boyd (Wolf blond)
- Claire Bronson (la mère d'Enid)
- Jason Alexander Davis (le père d'Enid)
- Tiffany Morgan (Erin)
- Alec Rayme (Wolf au blouson rouge)
- Elena Sanchez (Wolf avec le sac d'Aaron)
- Labrandon Shead (Wolf chauve)
- Susie Spear Purcell (Shelly Neudermeyer)
- Lance Tafelski (Wolf à la barbe noire)
- Laura Beamer (Holly)
- Dalton Louis Simons (Richards)
- Duke Jackson (Aphid des wolves)
- Stacy Payne (Stacy)
- Mikey Leo (Michael)

Enid est revenue durant son errance dans le no man's land, tentant de survivre malgré l'infestation de rôdeurs après la mort de ses parents. Elle développe un mantra pour ne pas perdre la raison, elle grave « JSS » chaque jour où elle survit.
À Alexandria, la vie suit son cours : Carol fait des courses pour préparer le repas et plaisante avec des ménagères, Carl balade Judith en poussette et rencontre Gabriel à qui il accepte d'apprendre à se battre. Ron n'arrive pas à oublier la mort de son père et blâme sa mère. Il se console auprès d'Enid. Maggie tente de réconforter Deanna après la perte de son époux en lui faisant démarrer une exploitation agricole. Eugène et Tara rencontrent Denise, nouveau médecin de la communauté, mal à l'aise dans son nouveau rôle étant psychologue de métier.
Pendant que le groupe de Rick s'occupe de la horde, Alexandria est attaquée par les « Wolves ». De nombreux citoyens sont tués, Carl et Enid se retranchent dans la maison de Rick afin de protéger Judith. Enid voulait s'enfuir mais elle promet à Carl de rester. Un camion percute la tour de guet où est posté Spencer Monroe. Celui-ci lui a tiré sur le camion qui percute l'enceinte. Son klaxon (entendu à la fin de l'épisode 1) se déclenche. Morgan fait son apparition et essaye d'assommer les assaillants plutôt que de les tuer. Carol a une approche différente, tuant systématiquement les Wolves. Carl abat un « Wolf » qui s'en prenait à Ron mais ce dernier refuse de se placer sous sa protection. Il choisit plutôt de se réfugier chez sa mère mais un intrus est présent. Jessie le tue sauvagement à coup de ciseaux. Morgan sauve Gabriel d'un sort funeste pendant que Carol décime les rangs des envahisseurs. Parvenue à l'armurerie, elle s'empare de pistolets et en interdit l'accès. Morgan tombe sur un groupe. L'un des membres le reconnait. Il les met hors de combat et les avertit qu'ils vont tous mourir s'ils ne quittent pas les lieux immédiatement. Les Wolves n'ont pas d'armes à feu tandis que ses amis en ont. Les intrus sont repoussés hors de l'enceinte mais de nombreux morts sont à déplorer. 
Aaron découvre des photos d'Alexandria sur la dépouille d'un des pillards, c'est lui-même qui avait laissé son sac contenant ces photos dans une voiture alors qu'il était attaqué par des rôdeurs. Il fait le lien et comprend comment leur village a pu attirer l'attention. Denise tente vainement de sauver une victime de l'attaque.
Spencer questionne Rosita sur la manière de survivre dans ce monde. Elle lui rétorque qu'il doit trouver une cause pour laquelle mourir. Enid a quitté la maison mais a laissé un mot : « just survive somehow » (survivre d'une façon ou d'une autre), marquant une autre journée de survie.
Carol pleure sur le perron de la maison d'une de ses voisines tuées durant l'attaque.
- Andrew Lincoln, Norman Reedus, Steven Yeun, Danai Gurira, Michael Cudlitz et Sonequa Martin-Green n'apparaissent pas dans cet épisode.

### Épisode 3:Merci
- États-Unis : 25 octobre 2015 sur AMC
- France : 
  - 26 octobre 2015 sur OCS Choc (en VOSTFr)
  - 22 mai 2016 sur OCS Choc[23]
- Belgique : 11 juin 2016 sur BeTV

- États-Unis : 13,14 millions de téléspectateurs[24] (première diffusion)

- Justin Miles (Barnes)
- Jesse Boyd (Blond Wolf)
- Jay Huguley (David)
- Beth Keener (Annie)
- Michael Traynor (Nicholas)
- Jonathan Kleitman (Sturgess)

Après le déclenchement du klaxon aux environs d'Alexandria, Rick, Glenn, Michonne et les habitants se replient dans l'urgence en direction de la ville. Une certaine panique règne dans les rangs. Rick a un plan, celui de retourner au carrefour où un camping car a été laissé. En outre, il donne pour consigne à Glenn et Michonne, à l'insu des autres sauf de Heath, de regagner la ville quitte à abandonner leurs compagnons en route, sachant très bien que tous ne pourront s'en sortir.
Daryl est contacté par Rick. Ce dernier lui avait donné comme consigne de rester avec Sasha et Abraham pour escorter les rôdeurs loin de la ville. Il choisit de faire demi-tour.
Une fois seul, le groupe qui a déjà perdu un membre mordu à la carotide tombe sur un groupe de rôdeurs ; l'affrontement fait de nouvelles victimes : Annie, une des compagnes de Heath, se blesse à la cheville, Scott est gravement touché à la jambe, David est mordu au dos, Sturgess s'enfuit dans les bois.
Arrivé dans une zone habitée avant l'apocalypse, le groupe tombe sur le cadavre de Sturgess, dévoré par les zombies. Le groupe se réfugie dans un magasin pour panser ses blessures. Heath, connaissant les consignes, se montre méfiant et agressif. David veut donner une lettre pour sa femme. Michonne rassure tout le monde en affirmant que personne ne sera laissé derrière.
Glenn, accompagné de Nicholas, se propose de mettre le feu à un bâtiment afin de faire diversion. Cependant, le bâtiment choisi a déjà brûlé et le duo se retrouve rapidement cerné par une horde de rôdeurs. Réfugiés sur une benne à ordure, Nicholas panique. Il remercie Glenn et se tire une balle dans la tête. Aspergé du sang de Nicholas et déséquilibré, Glenn est entraîné dans sa chute au sol, infesté de rôdeurs. Il est le dernier être vivant condamné au milieu des rôdeurs.
Le reste du groupe est contraint de quitter le refuge et de s'enfuir. Annie et David sont tués. Michonne, Scott et Heath trouvent refuge dans les bois. Elle s'inquiète de ne pas voir de fumée. Heath se rend compte qu'il est couvert de sang, ne sachant pas si c'est le sien, celui de rôdeurs ou de ses défunts amis. Ils arrivent à l'orée de la ville et découvrent les reliefs des combats.
De son côté, Rick arrive au camping-car, il se blesse à la main en éliminant des rôdeurs. Il roule jusqu'au point de rendez-vous et tente de contacter Glenn pour coordonner leurs mouvements. Il avertit Sasha, Abraham et Daryl qu'il entend des coups de feu provenant d'Alexandria mais que leur mission concernant la horde est plus importante, que les alexandriens sauront se débrouiller ; abandonner la mission serait égoïste.
Daryl rejoint Sasha et Abraham en tête de convoi.
Soudain, deux Wolves pénètrent dans le camping-car, le combat tourne court et Rick les abat. Il mitraille ensuite leurs complices massés sur un flanc du véhicule.
- Lauren Cohan, Chandler Riggs, Melissa McBride, Lennie James, Josh McDermitt, Christian Serratos, Alanna Masterson, Seth Gilliam, Alexandra Breckenridge, Ross Marquand, Austin Nichols et Tovah Feldshuh  n'apparaissent pas dans cet épisode.

### Épisode 4:Ici n'est pas ici
- États-Unis : 1er novembre 2015 sur AMC
- France : 
  - 2 novembre 2015 sur OCS Choc (en VOSTFr)
  - 22 mai 2016 sur OCS Choc[23]
- Belgique : 11 juin 2016 sur BeTV

- États-Unis : 13,34 millions de téléspectateurs[25] (première diffusion)

- John Carroll Lynch (Eastman)

Morgan dévoile avec détails ce qui s'est passé entre sa rencontre avec Rick, Carl et Michonne, et son retour sur le chemin du Terminus.
Sombrant peu à peu dans la folie, Morgan brûle accidentellement son logement. Il s'installe au milieu des bois où il fait des raids d'extermination de rôdeurs et  brûle leurs corps empilés. Lors d'un raid, il est suivi par un père et son fils. Mais n'ayant aucune idée sur leurs intentions, il leur tend une embuscade : il empale le père et étrangle le fils à mains nues.
Attiré par le bêlement d'une chèvre, il découvre un chalet. Il tire sur son propriétaire au fusil d'assaut mais se fait rapidement assommer par le maitre des lieux qui l'emprisonne. Son geôlier nommé Eastman se révèle être un ancien psychanalyste médico-légal évaluant des prisonniers libérables, adepte de l'aïkido et friand de fromage qui vit avec sa chèvre Tabitha. Morgan lui demande de le tuer à plusieurs reprises avec un désespoir croissant, Eastman finit par lui jeter un livre intitulé « L'art de la paix ». 
Morgan s'enferme dans sa folie pendant qu'Eastman le nourrit et s'occupe des rôdeurs avec un simple bâton. 
Cherchant à s'évader, Morgan descelle les barreaux de sa prison, mais se ravise au retour d'Eastman. Celui-ci lui annonce après un discours apaisant que la porte de la cellule a toujours été ouverte. Morgan sort, se bat avec Eastman qui prend le dessus puis retourne dans sa cellule. Eastman s'étant absenté, Morgan défend Tabitha contre deux rôdeurs. Allant enterrer ses victimes, Morgan découvre un cimetière entier où Eastman inscrit le nom des enterrés sur une croix. Devant sa progression, Eastman enseigne à Morgan l'art de l'aïkido et son code qui impose de ne tuer personne, même les pires. Il lui narre la mort de sa famille, assassinée par Wilton, un psychopathe. Ce dernier s'était évadé de prison pour se venger d'Eastman. Il s'est ensuite rendu lui-même à la police. Eastman a construit la cellule où se trouve Morgan, pour enfermer Wilton mais il a appris que chaque vie est précieuse, selon la philosophie de l'aïkido. Désirant explorer d'autres lieux et ayant besoin de matériel, ils se rendent au campement précèdent de Morgan où ils tombent sur le jeune homme étranglé auparavant devenu un rôdeur. Morgan est tétanisé et Eastman, en le sauvant, se fait mordre. Morgan craque, ils se battent mais Eastman a le dessus, puis il va enterrer le rôdeur. Après avoir secouru un couple d'un rôdeur et à l'écoute d'un simple « merci », Morgan reprend ses esprits et rejoint Eastman dans le cimetière. Tabitha se fait attaquer par un rôdeur.
Lorsque Morgan aperçoit la tombe de Wilton, Eastman lui explique qu'il a trompé la justice et n'a pas été condamné pour son crime. Enragé, Eastman a attendu un an pour le kidnapper puis l'a enfermé dans la cellule de sa maison, et l'y a laissé mourir de faim. Mais sa vengeance ne lui a pas apporté la paix, bien au contraire, il s'est renfermé sur lui-même, tout comme Morgan. Il a trouvé la paix lorsqu'il a décidé de ne plus jamais tuer personne. Il confie à Morgan le porte-bonheur de sa fille et celui-ci lui dit qu'il a choisi. Après avoir enterré Eastman, Morgan rejoint la voie de chemin de fer menant au Terminus.
- Cet épisode a une durée exceptionnelle de 90 minutes soit 64 minutes sans les coupures publicitaires. Il est consacré au passé de Morgan.[réf. nécessaire]
- Andrew Lincoln, Norman Reedus, Steven Yeun, Lauren Cohan, Chandler Riggs, Danai Gurira, Melissa McBride, Michael Cudlitz, Sonequa Martin-Green, Josh McDermitt, Christian Serratos, Alanna Masterson, Seth Gilliam, Alexandra Breckenridge, Ross Marquand, Austin Nichols et Tovah Feldshuh n'apparaissent pas dans cet épisode.

### Épisode 5:Maintenant
- États-Unis : 8 novembre 2015 sur AMC
- France : 
  - 9 novembre 2015 sur OCS Choc (en VOSTFr)
  - 29 mai 2016 sur OCS Choc[26]
- Belgique : 18 juin 2016 sur BeTV

- États-Unis : 12,44 millions de téléspectateurs[27] (première diffusion)

- David Marshall Silverman (Kent)
- Jasmine Kaur (Betsy)
- Vanessa Cloke (Anna)
- Mandi Christine Kerr (Barbara)

Deanna est sur le rempart, choquée par l'attaque quand elle entend Michonne relater les événements survenus ayant entraînés la disparition de Glenn et Nicholas. Soudain, elle entend un cri alarmé venant de l'extérieur demandant l'ouverture des grilles. Il s'agit de Rick, poursuivi par une horde de rôdeurs. Tous se précipitent pour lui ouvrir rapidement et éviter une invasion. La population se regroupe près des murs où les rôdeurs se massent. Rick leur fait un discours rassurant sur leur situation et sur leurs compagnons toujours à l'extérieur. Il donne des consignes afin de garder profil bas (le silence, rester dans le noir la nuit). Deanna s'éloigne sans dire un mot.
Certains résidents veulent piller l'épicerie mais Spencer intervient et parvient à stopper ses concitoyens. Plus tard, Deanna qui travaillait sur un plan de développement de la ville se rend compte que Spencer n'a agi que dans son propre intérêt, s'emparant lui-même de denrées. Il la blâme de les avoir trop protégés, à tel point qu'ils sont sans défense maintenant. Denise, très éprouvée par les événements et la blessure de Scott qui ne guérit pas, est remotivée par Tara. Plus tard, elle comprend comment drainer l'infection et sauve la jambe de Scott. Puis, elle va voir Tara et l'embrasse.
De son côté, Carl, qui veut partir à la recherche d'Enid, en est empêché par Ron. Alors que ce dernier vient apporter la nouvelle de la sortie d'Enid et sa discussion avec Carl à Rick, l'ancien shérif lui apprend, à sa demande, à se servir d'un revolver.
Jessie découvre sa voisine Betsy, suicidée, transformée en rôdeur, elle l'achève en lui transperçant l’œil avec ses ciseaux et explique aux personnes témoins d'Alexandria que maintenant il va falloir s'habituer aux rôdeurs, au monde tel qu'il est devenu et se battre.
Aaron, se sentant coupable de l'attaque et des pertes subies (les Wolves avaient en leur possession des photos d'Alexandria prises par Aaron) décide d'accompagner Maggie qu'il a surpris en train de s'équiper pour partir à la recherche de Glenn. Ils évitent les rôdeurs en passant par les égouts, où l'un et l'autre manquent de se faire mordre, mais la sortie est bloquée. Maggie révèle alors qu'elle s'attend à ce que Glenn soit déjà mort et qu'elle est enceinte. De retour à Alexandria, les deux survivants effacent le nom de Glenn et Nicholas, inscrits sur un mur parmi ceux d'autres victimes.
- Norman Reedus, Steven Yeun,Michael Cudlitz, Sonequa Martin-Green, Josh McDermitt,et Seth Gilliam n'apparaissent pas dans cet épisode

### Épisode 6:Toujours responsable
- États-Unis : 15 novembre 2015 sur AMC
- France : 
  - 16 novembre 2015 sur OCS Choc (en VOSTFr)
  - 29 mai 2016 sur OCS Choc[26]
- Belgique : 18 juin 2016 sur BeTV

- États-Unis : 12,87 millions de téléspectateurs[28] (première diffusion)

- Austin Amelio (Dwight)
- Christine Evangelista (Sherry)
- Darin Cooper (Wade)
- Matt Lowe (Cam)
- Liz E. Morgan (Tina)

Toujours sur la route, guidant la horde de rôdeurs loin d'Alexandria, Sasha, Abraham et Daryl atteignent finalement les 20 miles où ils ont prévu de larguer la meute. Ils s'éloignent et sont rapidement attaqués puis pris en chasse par des véhicules remplis d'hommes en armes. Lors de l'attaque, Daryl est séparé des deux autres mais il sème ses poursuivants dans la forêt. Sasha et Abraham tuent leurs poursuivants, ce qui réjouit ce dernier. Ils sont contraints de fuir à pied, leur voiture étant détruite.
Cependant, à la suite d'une chute lors de l'attaque, la moto de Daryl tombe en panne. Il la pousse à travers une forêt incendiée tout en tentant de contacter ses amis à la radio. Il est assommé, ligoté et dépouillé de ses maigres possessions par 3 personnes qui l'emmènent vers leur repaire pour récupérer une des leurs. Ce sont eux qui ont incendié la forêt infestée de rôdeurs au début de l'épidémie. Ils sont amers devant le peu d'entraide que les humains se portent et ne font pas confiance à Daryl. Arrivés près de leur campement, ils cherchent en vain leur amie dans ce lieu occupé par les morts-vivants. La plus jeune fille du groupe, Tina, fait un malaise. Daryl en profite pour filer avec le sac contenant ses affaires et celles de ses ravisseurs. Il se rend compte que dans le sac se trouve une mallette contenant des doses d'insuline.
Pendant ce temps, Abraham et Sasha retournent sur les lieux de l'embuscade et cherchent vainement à contacter Daryl. Ils laissent des indices visibles à suivre et partent se cacher dans des bureaux. Sasha se déclare capable de garder le contrôle d'elle-même et veut vivre tandis qu'Abraham reste hanté par les aléas de leur existence. Il met d'ailleurs sa vie en danger en essayant de récupérer un lance-roquettes sur un soldat devenu rôdeur, pendu dans le vide. Il se rend compte de son inconscience et se contente de savourer un cigare. Le soldat tombe dans le vide et Abraham récupère et ramène du matériel. Il se confie à Sasha, lui disant qu'il a confiance en l'avenir, que leurs atouts sont bons et qu'il l'apprécie particulièrement.
- Andrew Lincoln, Steven Yeun, Lauren Cohan, Chandler Riggs, Danai Gurira, Melissa McBride, Lennie James, Christian Serratos, Alanna Masterson, Seth Gilliam, Alexandra Breckenridge, Ross Marquand, Austin Nichols et Tovah Feldshuh n'apparaissent pas dans cet épisode
- Josh McDermitt n’apparaît pas mais sa voix est entendue dans la radio.

### Épisode 7:Attention
- États-Unis : 22 novembre 2015 sur AMC
- France : 
  - 23 novembre 2015 sur OCS Choc (en VOSTFr)
  - 5 juin 2016 sur OCS Choc[29]
- Belgique : 25 juin 2016 sur BeTV

- États-Unis : 13,22 millions de téléspectateurs[30] (première diffusion)

- Mandi Christine Kerr (Barbara)
- David Marshall Silverman (Kent)
- Michael Traynor (le corps de Nicholas)
- Jay Huguley (David transformé en rôdeur puis achevé par Glenn)

Après avoir été pris au piège par la horde de rôdeurs qui déchiquètent Nicholas sous ses yeux, Glenn réussit à ramper sous la benne à ordures. Il tue de nombreux assaillants au couteau et se fait ainsi un rempart des corps. Après une longue période, les rôdeurs finissent par déserter les environs et Glenn, assoiffé, s’extirpe de sa cachette. Il est interpellé par Enid du haut d'un toit qui lui lance de l'eau et s'enfuit. Il la rattrape mais elle s'esquive à nouveau. Il renonce à la poursuivre. Plus tard, il tombe sur David devenu un rôdeur, trouve le message qu'il avait écrit pour sa femme Betsy et l'achève. Il se remet à la recherche de la jeune fille et la convainc de l'accompagner à Alexandria.
À Alexandria, Rick fait le tour du périmètre et tombe sur Morgan avec qui il promet d'avoir une discussion, puis sur Maggie qui garde confiance dans un retour de son époux. Rick l'encourage dans sa confiance de retrouver non seulement Glenn mais également les autres. Mais pour ce faire, un plan bien établi pour éloigner les rôdeurs est vital. Il en discute avec Michonne tandis que Deanna, reprenant confiance en l'avenir, lui apporte des plans d'expansion de la ville.
Pendant ce temps, Rosita commence la formation des survivants d'Alexandria à la machette et essaie de convaincre Eugène d'apprendre aussi. Après que Rick, avec l'aide de Carl, a commencé à lui apprendre à tenir une arme, mais sans utiliser de balles, Ron vole des munitions à l'armurerie.
Morgan se tient devant chez Denise mais refuse de s'expliquer sur sa présence, Rick lui demande s'ils peuvent parler. Accompagné de Carol et Michonne, il lui demande s'il avait laissé des Wolves fuir la ville, expliquant comment il a été pris en embuscade au point de rendez-vous. Morgan admet l'avoir fait et défend sa position : il ne souhaite plus tuer d'êtres vivants, « chaque vie est précieuse » est son mantra. Cependant il reconnait que les conséquences de cette mansuétude peuvent être imprévisibles. 
Rick renforce le mur d'enceinte, il se fait aider par Tobin qui lui demande de ne pas perdre espoir dans les Alexandriens, les choses s'étant précipitées depuis l'arrivée du groupe de Rick.
Au mur d'enceinte, Spencer tente d'utiliser une corde à grappin pour se faufiler hors d'Alexandria, mais est forcé de revenir, aidé par Tara et Rick, lorsque la corde se rompt.
Revenus chez Denise, Morgan reconnait avoir besoin d'aide mais pas pour lui. Sortant discrètement, ils sont suivis par Carol qui découvre que Morgan retient prisonnier un Wolves et les rejoint. Ron commence à suivre Carl et sort son pistolet. Glenn et Enid, arrivés près des murs d'Alexandria, libèrent plusieurs ballons verts gonflés à l'hélium pour signaler leur position et Maggie se rend compte que Glenn est encore en vie.
- Cet épisode marque le retour de Glenn, présumé mort depuis l'épisode 3.
- Norman Reedus, Michael Cudlitz et Sonequa Martin-Green n'apparaissent pas dans cet épisode.
- Carl joue avec des figurines d'"Invincible", super-héros de la série éponyme créée par Robert Kirkman, créateur de Walking Dead.

### Épisode 8:D'un bout à l'autre
- États-Unis : 29 novembre 2015 sur AMC
- France :
  - 30 novembre 2015 sur OCS Choc (en VOSTFr)
  - 5 juin 2016 sur OCS Choc[29]
- Belgique : 25 juin 2016 sur BeTV

- États-Unis : 13,98 millions de téléspectateurs[31] (première diffusion)

- Christopher Berry (« un sauveur » scène postgénérique)

À la suite de l'effondrement du clocher sur le mur d'enceinte, la ville est infestée de rôdeurs. Chacun s'efforce de survivre et se réfugie où il peut. Maggie échappe de justesse à la mort en grimpant sur le rempart. Eugène est récupéré par Tara et Rosita et tous trois s'enferment dans un garage. Rick, Deanna, Carl, Gabriel, Michonne et Ron se réfugient dans la maison de Jessie qui y a emmené Judith. Deanna, grièvement blessée est alitée.
Carol et Morgan se cachent dans une autre habitation, où se trouvent le leader blessé des Wolfs et Denise qui tente de le raisonner et de le soigner.
Michonne et Rick se rendent compte que dans les blessures de Deanna se trouve une morsure. Rick projette une sortie pour attirer au loin la meute de rôdeurs. Pendant ce temps, Michonne réconforte Deanna, et lui confie que ses projets pour la ville ne périront pas avec elle.
Dans le garage, Carl tente d'aider Ron à surmonter son désarroi mais pour ce dernier Rick est un tueur et tous sont des morts en sursis. Il attaque ensuite Carl et le bruit de leur combat attire les rôdeurs qui pénètrent dans le garage. Les pleurs de Judith en attire davantage. Rick monte à l'étage et découvre Deanna avec sa fille. Elle lui confie le destin de sa ville et de toute sa population en lui demandant de veiller sur eux tous. Elle donne aussi des mots pour Spencer et Maggie.
Dans le garage, Rosita est abattue par la situation et l'ignorance du sort d'Abraham. Tara parvient à lui remonter le moral. Eugène fait preuve de maîtrise en crochetage de serrures pour découvrir ce qui se trouve derrière le garage. De son côté, Carol semble avoir besoin de repos après une lourde chute durant sa fuite. Mais ceci n'était qu'une ruse, elle bouscule Morgan et se précipite vers le cachot. Elle veut tuer le prisonnier mais Morgan parvient à s'interposer. Après de rapides palabres, ils en viennent aux mains et le pacifiste l'emporte. Cependant il est rapidement assommé à son tour par le Wolf.
De leur côté, Rick et son groupe sont en mauvaise posture. Les rôdeurs ont envahi le rez-de-chaussée et l'étage devient leur dernier refuge. Rick et Michonne éventrent deux rôdeurs afin que tous se couvrent de leurs entrailles pour qu'une fois dehors ils puissent se rendre à l'armurerie. Michonne veut aider Deanna à en finir mais celle-ci souhaite le faire elle-même.
Le Wolf menace Denise d'un couteau tandis que Tara, Rosita et Eugène pénètrent dans le sous-sol. Il les désarme et sort dans la rue avec Denise en otage.
De leur côté, Glenn et Enid, parvenus à faire le tour de la ville, s'apprêtent à y entrer quand ils aperçoivent Maggie en position précaire, assiégée sur son promontoire.
Deanna est sur le point de se tuer quand les rôdeurs arrivent, elle choisit de leur tirer dessus en hurlant sa rage.
Rick et les autres couverts de draps pleins de sangs et de tripes sortent et se frayent un chemin au milieu des rôdeurs infestant Alexandria. Sam panique alors et commence à appeler sa mère lorsqu'un rôdeur se retourne et le regarde. 
- Cet épisode est le dernier diffusé avant la pause hivernale aux États-Unis.
- * Norman Reedus, Michael Cudlitz et Sonequa Martin-Green apparaissent dans une scène post-générique.

### Épisode 9:Sans issue
- États-Unis : 14 février 2016 sur AMC[32]
- France : 
  - 15 février 2016 sur OCS Choc (en VOSTFr)
  - 12 juin 2016 sur OCS Choc[33]
- Belgique : 2 juillet 2016 sur BeTV

- États-Unis : 13,74 millions de téléspectateurs[34] (première diffusion)

- Christopher Berry (« un sauveur »)

Daryl, Abraham et Sasha tombent aux mains d'un groupe de motards dont le meneur affirme travailler pour un homme dénommé Negan. L'homme se montre menaçant et affirme devoir tous les tuer. Daryl parvient à tous les éliminer à l'aide d'un lance-roquettes.
Le reste du groupe se faufile dans la ville, maquillé en rôdeurs et  décide de changer de plan. Ils décident de retourner à la carrière pour récupérer des véhicules afin d'évacuer les rôdeurs de la zone. Judith est confiée à Gabriel qui prend la direction de l'église pour protéger la petite. Jessie veut que Sam se réfugie également à l'église mais il refuse. 
Durant leur périple, Sam se remémore les propos de Carol lui disant que les « monstres » le dévoreraient alors qu'il était toujours vivant et se met à paniquer. Ses cris attirent l'attention des rôdeurs qui le dévorent sous les yeux horrifiés du reste du groupe, en particulier ceux de sa mère, Jessie et de son frère aîné, Ron. Jessie hurle et d'autres rôdeurs se jettent alors sur elle et la dévorent à son tour. Alors qu'elle retient Carl par le bras, Rick est obligé de le lui couper pour qu'il puisse partir. Ron, dépassé par les événements, s'empare d'une arme et tire sur Rick pour se venger, juste avant d'être empalé par le sabre de Michonne. Malheureusement, la balle atteint Carl à l’œil droit. Il s'écroule au sol et est rapidement emporté par son père, tandis que Michonne ouvre un passage à coups de sabre.
Denise, toujours retenue en otage, se cache avec le Wolf qui se montre étonnamment bienveillant envers elle. Celui-ci désire faire d'elle une des siennes. Contre toute attente, il la protège des rôdeurs mais il est tout de même mordu. Il se débat pour permettre à Denise d'atteindre l'infirmerie, la jeune femme ayant promis de lui sauver la vie. Il est finalement abattu par Carole, luttant jusqu'au bout pour que Denise s'en sorte et se rende à l'infirmerie où sont Spencer, Aaron et Heath.
Rick emmène Carl à l'infirmerie où Denise s'occupe de le soigner. Rick retourne ensuite dans les rues d'Alexandria où il libère sa rage sur les rôdeurs. Il est rapidement rejoint par Michonne, Spencer, Aaron et Heath puis par d'autres habitants de la ville. Tout le monde prend part au combat contre la horde, y compris Gabriel, Eugène, Rosita, Tara et Morgan qui achève le Wolf devenu rôdeur.
Glenn et Enid, de leur côté parviennent à Alexandria et se cachent dans l'église. Glenn rappelle à la jeune fille que rester avec ses amis est le seul moyen d'honorer les disparus. Ils élaborent un plan pour secourir Maggie, car la plateforme sur laquelle elle se trouve menace de s'effondrer sous les assauts des nombreux rôdeurs. Enid escalade alors le mur et Glenn fait diversion en attirant les rôdeurs vers lui. Il se retrouve rapidement acculé et à court de munitions. Il est sauvé de justesse par Abraham, Daryl et Sasha, arrivés entre-temps à Alexandria en renfort. Maggie et Enid sont saines et sauves, et se réfugient dans le camion de Daryl. Ce dernier vide alors de l'essence du réservoir dans la mare de la ville, et y met le feu, ce qui attire quasiment tous les rôdeurs. Tous se battent alors une dernière fois de toutes leurs forces, motivés par leur haine et leur rage et finissent par décimer la totalité des rôdeurs présents dans les rues d'Alexandria.
- L'épisode a reçu une note de 6,8 chez les adultes de 18 à 49 ans, avec 13,74 millions de téléspectateurs[34]. La cote est en baisse par rapport à l'ensemble de la saison dont la note moyenne est de 7 avec 13,98 millions de téléspectateurs[réf. nécessaire] et par rapport à la cinquième saison, qui avait une note de 8 chez les adultes de 18 à 49 ans, avec 15,64 millions de téléspectateurs.[réf. nécessaire]
- Sur Rotten Tomatoes, l'épisode a reçu des critiques élogieuses. Il détient une cote de 96 % positifs avec une note moyenne de 8.2⁄10.[réf. nécessaire]
- Départ de l'actrice Alexandra Breckenridge de la distribution principale, qui interprète le personnage de Jessie Anderson depuis la saison 5.

### Épisode 10:L'Autre Monde
- États-Unis : 21 février 2016 sur AMC
- France : 
  - 22 février 2016 sur OCS Choc (en VOSTFr)
  - 12 juin 2016 sur OCS Choc[33]
- Belgique : 2 juillet 2016 sur BeTV

- États-Unis : 13,48 millions de téléspectateurs[35] (première diffusion)

- Tovah Feldshuh (Deanna Monroe en rôdeur)

Rick et Daryl partent en expédition hors de la ville pour trouver des vivres, médicaments, vêtements et graines pour survivre dans une Alexandria qui se remet doucement de l'attaque massive des rôdeurs et développer son périmètre. Ils espèrent également trouver quelques survivants qu'ils pourraient enrôler. Ils tombent sur une ferme où ils découvrent un camion avec un chargement complet de vivres. Sur le chemin du retour lors d'un arrêt dans une station-service, ils tombent sur un étrange survivant se faisant appeler « Jesus » et qui se révèle extrêmement compétent et intelligent. Ce dernier parvient à leur voler le camion rempli de vivres, par ruse. Ils n'ont d'autre choix que de le poursuivre à pied. 
Michonne, de garde au poste de guet, aperçoit Spencer entrer dans les bois et le suit. Elle le rattrape et désire savoir ce qu'il fait seul dans les bois avec une pelle.
Maggie veut aider Enid à sortir de son isolement apparent, or elle passe la plupart de son temps dans les bois avec Carl qui se remet de sa blessure. Ils tombent tous deux sur un rôdeur inattendu : Deanna. Alors qu'Enid veut la tuer, Carl refuse et décide de l'attirer vers Spencer et Michonne, qu'il a aperçus peu de temps avant ensemble dans les bois. Spencer veut se charger seul de Deanna, puis Michonne et lui l'enterrent au pied d'un arbre. 
Alors que Rick et Daryl sont parvenus à reprendre le camion, ils découvrent rapidement que Jesus a réussi à grimper dessus en toute discrétion. Un combat s'ensuit alors, au cours duquel Jesus est assommé. Dans la bagarre, le camion sans freins, glisse au fond d'un lac. Daryl confie à Rick que Jesus l'a sauvé de justesse d'un rôdeur et Rick préfère l'emmener à Alexandria plutôt que de l'abandonner. 
- Steven Yeun, Melissa McBride, Michael Cudlitz, Lennie James, Sonequa Martin-Green, Josh McDermitt, Christian Serratos, Alanna Masterson, Seth Gilliam, et Ross Marquand n'apparaissent pas dans cet épisode.
- Départ de l'actrice Tovah Feldshuh de la distribution principale, qui interprète le personnage de Deanna Monroe depuis la saison 5

### Épisode 11:Les nœuds se défont
- États-Unis : 28 février 2016 sur AMC
- France : 
  - 29 février 2016 sur OCS Choc (en VOSTFr)
  - 19 juin 2016 sur OCS Choc[36]
- Belgique : 9 juillet 2016 sur BeTV

- États-Unis : 12,79 millions de téléspectateurs[37] (première diffusion)

- Karen Ceesay (Bertie)
- James Chen (Kal)
- Brett Gentile (Freddie)
- R. Keith Harris (Dr Harlan Carson)
- Justin Kucsulain (Ethan)
- Kimberly Leemans (Crystal)
- Jeremy Palko (Andy)
- Ilan Srulovicz (Wesley)
- Peter Zimmerman (Eduardo)

Sasha et Abraham, de retour de patrouille à l'extérieur, partagent leurs impression sur la grossesse de Maggie. Sasha annonce que désormais Eugène la remplacera. Abraham semble avoir de la peine à s'y faire car il s'est attachée à elle. Maggie et Glenn discutent des améliorations à faire au potager pour pouvoir augmenter les rations. Ils perçoivent de l'agitation. L'évasion de Jesus est découverte et tous convergent sur lui dans la maison de Rick.
Après s'être libéré, Jesus discute avec Rick et lui explique qu'il vit dans un endroit appelé « La Colline », qui ressemble fortement à Alexandria. Il souhaite faire du troc avec eux maintenant qu'il s'est rendu compte que ce sont des gens bien et leur faire découvrir d'autres enclaves humaines. Rick, Daryl, Abraham, Maggie, Michonne et Jesus partent donc vers La Colline. En route, ils découvrent un bus accidenté appartenant à des concitoyens de Jesus. La bande décide d'aller explorer les alentours et retrouvent quelques survivants - dont un médecin obstétricien, le docteur Carson - cernés par des rôdeurs. Après s'en être débarrassés, le groupe reprend la route vers « La Colline » et s'aperçoivent que les habitants sont dépourvus d'armes à feu mais qu'ils bénéficient de beaucoup de vivres. Abraham questionne Glenn et Daryl sur l'intérêt d'avoir un enfant en pleine époque ténébreuse.
Après avoir fait les présentations, le chef de la "Colline", Gregory, discute avec Maggie, qui veut faire un marché entre les deux villes. Mais Gregory ne veut rien entendre, affirmant n'avoir pas besoin d'eux. Peu après, trois membres de « La Colline » reviennent d'une expédition et expliquent qu'un membre de leur équipe s'est fait prendre en otage par les Sauveurs, le groupe de Negan. L'un d'entre eux poignarde Gregory en expliquant qu'il doit le tuer pour que l'otage reste en vie. Promptement, Rick, Abraham et Daryl le frappent et le tuent. Après avoir calmé l'ambiance, Jesus leur révèle une chose : les Sauveurs ordonnent aux membres de « La Colline » de leur donner la moitié de leurs vivres et en échange, ils leur laissent la vie sauve. Rick, ayant entendu parler du groupe de Negan par Daryl, suggère que son groupe élimine tous les hommes de Negan en échange de la moitié des provisions de « La Colline ». Maggie négocie avec Gregory qui récupère de son coup de poignard. Il finit par accepter. Jesus et un des ravitailleurs accompagnent le groupe pour le mener à Negan.
- Chandler Riggs, Melissa McBride, Lennie James, Josh McDermitt, Christian Serratos, Alanna Masterson,  Seth Gilliam, Ross Marquand et Austin Nichols n'apparaissent pas dans cet épisode.

### Épisode 12:Pas encore demain
- États-Unis : 6 mars 2016 sur AMC
- France : 
  - 7 mars 2016 sur OCS Choc (en VOSTFr)
  - 19 juin 2016 sur OCS Choc[36]
- Belgique : 9 juillet 2016 sur BeTV

- États-Unis : 12,82 millions de téléspectateurs[38] (première diffusion)

- Mandi Christine Kerr (Barbara)
- David Marshall Silverman (Kent)
- Myke Holmes (Craig)
- Dahila Legault (Francine)
- Jeremy Palko (Andy)
- Vanessa Cloke (Anna)
- Carlos Aviles (le 1er garde du bâtiment des Sauveurs)
- Ian Casselberry (le 2e garde du bâtiment des sauveurs)
- Steven Sean Garland (le sauveur âgé)
- Jimmy Gonzales (le sauveur à moto)
- G-Rod (le sauveur costaud)
- Johnny Depp (caméo)

Tandis que Rick et les autres rentrent à Alexandria avec le camping-car, Carol a une conversation avec Morgan, il s'étonne qu'elle ne l'ait pas dénoncé  pour son rôle dans l'attaque des Wolfs. Carol a préparé des cookies pour les habitants de la ville et tient sur un carnet une liste des personnes vivantes qu'elle a tuées.
Rick tient une réunion dans l'église et explique son accord avec le groupe de La Colline. Rick et Morgan s'opposent alors sur la conduite à tenir, car ce dernier voudrait prévenir les Sauveurs afin qu'ils aient la possibilité de s'avouer vaincus, sans avoir à se battre. Mais la population soutient Rick. Abraham quitte Rosita car il n'est pas amoureux d'elle. Tandis que Carol et Tobin s'embrassent. Tara avoue son amour pour Denise avant de partir vers le QG des Sauveurs. Rick et ses compagnons élaborent le plan pour battre les Sauveurs avec l'aide d'un habitant de la Colline, qui connaît la configuration de leur base. 
A l'aide de la tête d'un rôdeur maquillée en Gregory, les deux sentinelles sont liquidées en silence et les hommes de Rick s'introduisent dans le complexe. Pour rester discrets, ils éliminent plusieurs Sauveurs dans leur sommeil. Glenn tue un humain pour la première fois tandis que Heath n'y parvient pas. L'un des Sauveurs parvient à déclencher l'alarme et une violente fusillade débute. Seuls ou en binôme, les compagnons de Rick font un carnage chez les Sauveurs. Pris au piège, Glenn et Heath se défendent et abattent plusieurs Sauveurs à travers une porte tandis que Gabriel, resté à l'extérieur, abat un Sauveur de sang-froid. 
- Cet épisode marque la dernière apparition de l'actrice Alanna Masterson dans la saison.

### Épisode 13:Le Même Bateau
- États-Unis : 13 mars 2016 sur AMC
- France : 
  - 14 mars 2016 sur OCS Choc (en VOSTFr)
  - 30 juin 2016 sur OCS Choc[39]

- États-Unis : 12,53 millions de téléspectateurs[40] (première diffusion)

- Alicia Witt (Paula)
- Jeananne Goossen (Michelle)
- Jill Jane Clements (Molly)
- Rus Blackwell (Donnie)
- Jimmy Gonzales (Primo)

Alors que Carol refuse que Maggie aille secourir le groupe d'assaut, un des Sauveurs apparait derrière Maggie. Carol, lui tire dans l'épaule et est arrêtée par d'autres sauveurs. 
Paula, qui semble être la chef de ce groupe, observe le groupe de Rick stoppant la moto de Primo. Elle contacte le groupe de Rick via la radio de Primo, déclarant détenir Carol et Maggie.
Rick et Paula négocient un échange, puis le groupe de sauveurs (Paula, Donnie, Michelle et Molly) emmène Carol et Maggie dans un ancien abattoir infesté de rôdeurs. Là elles sont ligotées et enfermées. Carol essaye d'apitoyer les autres. Elle a trouvé un rosaire, se met en hyperventilation et rendosse son rôle de faible femme. Elle leur confie que Maggie est enceinte, cela sème le trouble dans le groupe de Sauveurs. Paula attend l'arrivée de renforts tandis que Donnie, dont l'épaule commence à gangrener, désire tuer Carol pour l'avoir blessée. Maggie prend la défense de Carol et Donnie est assommé par Paula qui veut garder le leadership. 
Maggie est emmenée dans une autre pièce pour être interrogée par Michelle sur le lieu d'où elle vient. 
Carol discute avec Molly et Paula qui lui confie des détails sur sa vie d'avant la fin du monde et sur les centaines de personnes qu'elle a tuées depuis. Contactant Rick pour établir un lieu d'échange, Paula est persuadée que c'est un piège mais Carol tente de la persuader que c'est un homme d'honneur. 
Laissée seule pendant un moment, Carol arrive à se détacher de ses liens à l'aide du crucifix et retrouve Maggie. Carol veut filer mais Maggie veut achever le travail. Elles se débarrassent de Molly en lui tendant un piège avec Donnie devenu un rôdeur, qui la mord. Maggie l'achève à coups de crosse. Elles sont ensuite poursuivies par Paula qui se fait blesser tandis que Carol la supplie de fuir ; Michelle tente de poignarder Maggie et Carol lui tire une balle dans la tête. Carol hésite à tuer Paula qui s'empale sur un pieu de fer en se battant avec elle et meurt déchiquetée par un rôdeur. 
Carol avoue à Maggie avoir tué 18 personnes et regrette de n'avoir pas tué Robbie dans la forêt pour éviter tout ce drame.
L'équipe de renfort des sauveurs qui vient d'arriver est prise au piège par Carol qui les enferme et met le feu dans une chambre d'abattage. 
- La pièce où sont retenues captives Carol et Maggie est le décor du film Saw de 2004
- Chandler Riggs, Michael Cudlitz, Lennie James, Sonequa Martin-Green, Josh McDermitt, Alanna Masterson, Ross Marquand et Austin Nichols n'apparaissent pas dans cet épisode.

### Épisode 14:Deux fois plus long
- États-Unis : 20 mars 2016 sur AMC
- France : 
  - 21 mars 2016 sur OCS Choc (en VOSTFr)
  - 1er juillet 2016 sur OCS Choc[41]

- États-Unis : 12,69 millions de téléspectateurs[42] (première diffusion)

- Robert Walker-Branchaud (Neil, un des sauveurs)

Les jours passent, Morgan finit la cellule de prison sous l’œil dubitatif de Rick. Daryl nettoie sa moto retrouvée. Rosita vit désormais avec Spencer. Michonne sombre de plus en plus dans la mélancolie.
Denise demande à Rosita puis à Daryl de mener un raid vers une pharmacie proche de Washington pour récupérer des médicaments. Après hésitation, ils l'accompagnent en voiture mais la route est coupée par un arbre. Ils continuent à pied.
Abraham et Eugene font équipe et trouvent un atelier où il serait potentiellement possible de fabriquer des munitions. Après une dispute autour d'un rôdeur à achever, les deux se séparent fâchés.
La pharmacie atteinte, Daryl et Rosita font le plein de médicaments pendant que Denise se fait peur en affrontant un rôdeur pourtant inoffensif. De retour vers Alexandria, Denise poignarde maladroitement un rôdeur pour récupérer un soda dans une glacière. Elle se fait surprendre par le rôdeur mais insiste pour le tuer elle-même. S'ensuivent des réprimandes de Daryl et Rosita. Pendant qu'elle réplique à leurs reproches pour son geste et leur avoue toute son admiration pour eux deux, une flèche d’arbalète lui transperce la tête par l'arrière. Une douzaine de sauveurs menés par Dwight sortent alors d'un bois, tenant Eugene en otage. Daryl et Rosita rendent leurs armes devant le nombre. 
Mais une diversion d'Eugene (il mord Dwight à l'entrejambe) permet à Abraham, caché dans les bois, d'abattre un des sauveurs, puis à Daryl et Rosita de se réarmer. S'ensuit une bataille qui voit la retraite de Dwight et quatre de ses compagnons tandis que Daryl récupère son arbalète. Eugene, touché par une balle est rapatrié par Daryl, Abraham et Rosita. Il est soigné à temps et se réconcilie avec Abraham qui va rejoindre Sasha chez elle.
- Steven Yeun, Lauren Cohan, Chandler Riggs, Danai Gurira, Alanna Masterson, Seth Gilliam, Ross Marquand et Austin Nichols n'apparaissent pas dans cet épisode.

### Épisode 15:Est
- États-Unis : 27 mars 2016 sur AMC
- France : 
  - 28 mars 2016 sur OCS Choc (en VOSTFr)
  - 3 juillet 2016 sur OCS Choc[43]

- États-Unis : 12,38 millions de téléspectateurs[44] (première diffusion)

- Rich Ceraulo (Jiro)
- Stuart Greer (Roman)

Carol se prépare à quitter définitivement Alexandria. À l'aube, elle s'éclipse furtivement avec seulement un sac de provisions. Peu après, Daryl pris de remords part traquer Dwight sur sa moto. Il est suivi par Michonne, Glenn et Rosita qui veulent l’empêcher de se faire tuer, tandis que Tobin apprend à Rick la disparition de Carol.
Accompagné de Morgan, il part à la poursuite de celle-ci. Cette dernière, à bord d'une des voitures d'Alexandria bardée de pieux, rencontre une camionnette chargée de cinq sauveurs qui la stoppent en tirant sur ses pneus. Carol sort de la voiture, rendosse son rôle de faible femme, ce qui les rend moins méfiants. Un des sauveurs, Jiro, lui pose des questions et devine qu'elle vient d'Alexandria. Finalement, Carol abat deux des sauveurs et en touche deux autres avec le pistolet caché dans sa manche. Le dernier sauveur sort du camion pour tuer Carol mais elle l'empale avec un des pieux de sa voiture puis elle tire sur Jiro qui l'attaque avec un poignard avant de prendre la fuite.
Pendant ce temps, Michonne retrouve la moto de Daryl non loin du lieu de décès de Denise. Puis, le groupe retrouve Daryl et argumente avec lui pour le faire rentrer, il refuse et Rosita se joint à lui alors que Glenn et Michonne rebroussent chemin. Ces derniers se font capturer par la bande de Dwight.
Par ailleurs, un Sauveur survivant à l'attaque de Carol, Roman, récupère son chapelet oublié et va à sa poursuite juste avant l'arrivée de Rick et Morgan. Rick achève Jiro et les deux suivent des traces de sang qui semblent appartenir à Carol. La piste les mène vers une ferme qui a subi une attaque de rôdeurs récente. Rick tente d'abattre un homme (recherchant son cheval) qui s'enfuit mais Morgan l'en empêche. Morgan avoue à Rick qu'il a gardé en vie un Wolf à Alexandria, qu'il a sauvé par ce biais la vie de Carl en aidant Denise. Les deux se séparent : Morgan piste Carol et Rick rentre à Alexandria. Il discute avec Abraham sur la possibilité de revivre une histoire d' amour. 

### Épisode 16:Dernier jour sur Terre
- États-Unis : 3 avril 2016 sur AMC
- France : 
  - 4 avril 2016 sur OCS Choc (en VOSTFr)
  - 3 juillet 2016 sur OCS Choc[43]
- Belgique : 23 juillet 2016 sur BeTV

- États-Unis : 14,19 millions de téléspectateurs[45] (première diffusion)

- Jeffrey Dean Morgan (Negan)
- Stuart Greer (Roman)
- Steven Ogg (Simon, le bras droit de Negan)
- Kevin Patrick Murphy (le survivant de la bibliothèque)

Sur les traces de Carol, Morgan trouve un cheval sellé qu'il décide de monter. Devant une bibliothèque, il retrouve Carol, gravement blessée à l'abdomen. Il l'emmène à l'abri et commence à la panser; elle le supplie de la laisser partir. Il refuse. Profitant d'une occasion, elle s'enfuit, ne voulant pas revenir à Alexandria : elle ne veut plus tuer qui que ce soit. Souffrante et affaiblie, Carol est attaquée par un rôdeur dont elle peine à se débarrasser. Elle est soudain maîtrisée par Roman qui la met à terre puis la menace avec son arme. Souhaitant se venger et la voir mourir, le Sauveur lui tire dans le bras puis dans la jambe. Alors que Roman est sur le point d'achever Carol sur les supplications de celle-ci, Morgan arrive, lui demande cesser son acte mais est contraint d'abattre le Sauveur. Arrivent alors deux hommes en cuirasse dont l'un est à cheval, Morgan dit à l'autre qu'il a retrouvé son cheval. Celui-ci lui propose son aide et lui serre la main.
À Alexandria, Rick, Eugene, Abraham, Carl, Sasha et Aaron décident d'amener Maggie, affaiblie et malade, voir un docteur à la Colline. Le groupe embarque dans le camping-car et prend la route. Après avoir roulé pendant plusieurs kilomètres, le groupe est stoppé par un barrage constitué de huit Sauveurs armés, qui bloque la route et dirigé par un homme du nom de Simon. Rick tente de négocier avec lui mais les conditions du Sauveur sont inacceptables (tout leur matériel et l'un d'eux sera tué). Afin d'éviter de provoquer une fusillade où certains des leurs seraient blessés ou tués, Rick décide de rebrousser chemin en prenant une autre direction. À l'aide d'une carte, Eugene informe ses compagnons qu'il existe quatre autres routes permettant de se rendre à La Colline. Ils reprennent la route mais sont de nouveau stoppés par un barrage, constitué du double de Sauveurs. Empruntant un nouvel itinéraire, le groupe est à nouveau stoppé par un barrage constitué cette fois-ci de rôdeurs enchaînés. Au moment où Rick va dégager la voie, ils constatent qu'un rôdeur porte la veste et une mèche de cheveux de Michonne et qu'un autre a été transpercé avec des flèches provenant de l'arbalète de Daryl et porte sa chemise. À ce moment-là, ils sont pris sous les feux croisés de plusieurs Sauveurs embusqués en hauteur qui arrivent à les faire reculer, le groupe remonte dans le camping car et fonce à travers les rôdeurs. Après avoir roulé plusieurs kilomètres, le groupe arrive devant un barrage constitué d'une vingtaine de Sauveurs armés. Ils font alors demi-tour et sont une nouvelle fois stoppés par un important amas de troncs d'arbres qui prend feu tandis qu'une voix leur intime de rebrousser chemin. Prenant conscience qu'ils sont encerclés de toutes parts, Rick est à court d'options.
- Cet épisode a une durée spéciale de 93 minutes avec les publicités aux États-Unis[46], soit 64 minutes sans les publicités.
- À la fin de l'épisode, un des personnages est froidement assassiné. Cependant, l'identité du personnage en question ne sera révélée qu'au début de la saison suivante. Pour éviter toute fuite éventuelle, la scène finale a été tournée onze fois sous différents angles de vues afin de montrer les réactions et émotions ressenties par les onze personnages[47].